# تیم ملی فوتبال لیختن‌اشتاین
تیم ملی فوتبال لیختن‌اشتاین یک تیم فوتبال بین‌المللی است که به نمایندگی از کشور لیختن‌اشتاین به میدان می‌رود. این تیم زیر نظر فدراسیون فوتبال لیختن‌اشتاین فعالیت می‌کند. اولین بازی این تیم یک بازی دوستانه با مالت بود که در سال ۱۹۸۱ در شهر سئول برگزار شده و در نهایت دو تیم به تساوی ۱ - ۱ دست یافتند. اولین بازی رسمی این تیم دو سال بعد در مقابل سوئیس انجام شد که به باخت ۱ - ۰ این تیم انجامید. بهترین نتیجه تیم لیختن‌اشتاین برد ۴ - ۰ برابر لوکزامبورگ در مسابقات انتخابی  جام جهانی ۲۰۰۶ در تاریخ ۱۳ اکتبر ۲۰۰۴ بوده که این برد اولین برد خارج از خانه و همچنین اولین برد این تیم در مسابقات انتخابی  جام جهانی می‌باشد. سنگین‌ترین شکست تیم لیختن‌اشتاین در سال ۱۹۹۶ در جریان مسابقات انتخابی ‌ جام جهانی ۱۹۹۸ بوده که این تیم با نتیجه ۱۱ - ۱ از  مقدونیه شکست خورد.